# 587e Volksgrenadierdivisie
De 587e Volksgrenadierdivisie / Infanteriedivisie Groß-Görschen (Duits: 587. Volksgrenadier-Division) was een Duitse infanteriedivisie tijdens de Tweede Wereldoorlog. De divisie werd opgericht en alweer opgeheven voor de oprichting compleet en afgesloten was.

## Geschiedenis
De 587e Volksgrenadierdivisie werd opgericht in begin september 1944 op Oefenterrein Wandern in Wehrkreis III als onderdeel van de 32. Welle. Op 28 september 1944 werd de divisie omgedoopt in Infanteriedivisie Groß-Görschen (Großgörschen was een belangrijke plaats uit de Duitse bevrijdingsoorlog). Dit was daarmee een zogenaamde Schattendivisie (schaduwdivisie) geworden. Echter, alvorens de oprichting afgesloten was, werd de divisie al op 13 oktober 1944 omgedoopt in de 257e Volksgrenadierdivisie. 

## Commandanten
| Rang | Naam | Begin                | Eind            |
| ---- | ---- | -------------------- | --------------- |
|      | ??   | begin september 1944 | 13 oktober 1944 |

## Samenstelling
- Grenadier-Regiment Groß-Görschen 1
- Grenadier-Regiment Groß-Görschen 2
- Grenadier-Regiment Groß-Görschen 3
- Artillerie-Regiment Groß-Görschen
- Divisie-eenheden ? (naam/nummer onbekend)